# Sosnowitz I
Sosnowitz I – niemiecki nazistowski podobóz Auschwitz-Birkenau, zlokalizowany w Sosnowcu.
Obóz został założony w piwnicach budynku Centrali Żydowskich Rad Starszych w Sosnowcu przy ul. Targowej 12. Więźniów, przywiezionych do Sosnowca, skierowano do prac renowacyjnych, stolarskich, murarskich, tynkarskich i instalacyjnych przy budynku.
Warunki w budynku nie były najlepsze, więźniowie mieszkali w niewielkim pomieszczeniu z zakratowanymi oknami. Nie było w nim prycz, musieli więc spać na słomie na podłodze. Chorzy więźniowie z racji braku opieki medycznej wracali do Monowitz.
Główne prace remontowe zakończyły się w grudniu 1943. Więźniów w dwóch grupach (w grudniu 1943 i w drugiej połowie lutego 1944) przeniesiono do podobozu Lagischa w Łagiszy.
Co ciekawe, nazwa Sosnowitz I nie była oficjalną nazwą stosowaną przez Niemców. Została ona wymyślona przez historyków i ma na celu odróżnić go od powstałego później obozu Sosnowitz II. Obecnie jest powszechnie stosowana, również w opracowaniach historycznych.